# Richard Vopelius
Georg Richard Vopelius, seit 1908 von Vopelius, (* 19. Oktober 1843 in Sulzbach/Saar; † 16. August 1911 in St. Blasien) war ein deutscher Unternehmer in der Glasindustrie, Verbandsvertreter und preußischer Politiker der Freikonservativen Partei.

## Leben
Vopelius absolvierte sowohl eine kaufmännische wie auch technische Ausbildung, er studierte in Karlsruhe, Heidelberg und Bonn. Er wurde Mitglied des Corps Corps Guestphalia Heidelberg und des Corps Saxonia Bonn.
Seit 1876 war er Mitinhaber der Eduard Vopelius´schen Glashütten in Sulzbach. Er erwarb auch die Grube Hostenbach, die er für die Glashütte nutzte. Außerdem war er Vorsitzender des Aufsichtsrats der Wittener Glashütten AG. Von Bedeutung war Vopelius insbesondere als wirtschaftlicher Verbandspolitiker. Er war führendes Mitglied des Verbands der Glasindustriellen Deutschlands. Dort wie auch in der Deutschen Glasberufsgenossenschaft war er Vorsitzender. Im Centralverband Deutscher Industrieller gehörte er zwischen 1893 und 1911 dem Vorstand an, 1904 und 1909 war er Vorsitzender. Vopelius galt in der Organisation als ein Hauptvertreter eher ländlich situierter Unternehmer. Im Jahr 1904 war er führend an dem Versuch zur Gründung eines allgemeinen Deutschen Arbeitgeberverbands beteiligt. Politisch gehörte Vopelius der Freikonservativen Partei an, er war Mitglied im zentralen Vorstand.
Vopelius gehörte dem Provinziallandtag der preußischen Rheinprovinz an. Von 1877 bis 1903 war er Mitglied des Preußischen Abgeordnetenhauses, zwischen 1882 und 1895 amtierte er dort als Schriftführer. Von 1903 bis zu seinem Tod war Vopelius Mitglied des Preußischen Herrenhauses. Im Jahr 1908 wurde er in den erblichen Adelsstand erhoben.